# Gambar Huseynli
Gambar Huseynli ou Qambər Hüseynli (en azéri Qəmbər Muxtar oğlu Hüseynli), né le 16 avril 1916 à Gandja (alors Elizavetpol) dans l’Empire russe et mort le 1er août 1961 à Bakou, est un compositeur azerbaïdjanais.

## Biographie
Gambar Huseynli est né dans la famille du forgeron Mashadi Mukhtar. En 1927, il étudie à l'école secondaire, tout en étant admis dans la classe de tar de l'école de musique à Ganja. En 1929, il entre au Collège pédagogique de Gandja.
Il  est diplômé avec mention en 1934 et est envoyé à Bakou, sur décision de l'équipe pédagogique, pour y poursuivre ses études musicales. Il suit pendant deux ans le cours de violoncelle d'A. S. Schwartz à l'école de musique Asaf Zeynally, puis suit les cours de la classe de composition.

## Parcours professionnel
En 1939, Gambar Huseynli est nommé directeur du collège  de musique de Chouchi dans le Karabagh. Après la Seconde Guerre mondiale, il est nommé directeur de la Philharmonie de Gandja (qui porte alors le nom de Kirovabad).
En 1948, il compose la chanson Djudjalarim (Mes poussins) en collaboration avec le poète Tofig Mutallibov,. Il compose la chanson Tellar ogili (Quand les cheveux volent) sur les paroles du dramaturge Djafar Djabbarli.
En plus de travailler comme assistant du chef d'orchestre d'instruments folkloriques d'Azerbaïdjan auprès de la Philharmonie, il est à la fois l'organisateur et le directeur artistique de l’Ensemble des jeunes joueuses de saz, qui est formé à l'époque sur la recommandation d'Uzeyir Hadjibeyov.
En 1951, Gambar Huseynli reprend des cours de composition à l'École de musique Asaf Zeynally à Bakou. Trois ans plus tard, en 1954, il écrit l'opéra Oiseau d’or comme œuvre de diplôme.
Outre Mes poussins, ses chansons les plus populaires sont :
- Au clair de lune
- Les nuits auraient été longues
- Premier amour
- Je me souviens
- En riant
- Toi.